# Palenstein
Palenstein (wijk 22) is een wijk in de Nederlandse gemeente Zoetermeer, met voornamelijk hoogbouw.
Palenstein ligt tussen de wijken Seghwaert en het Dorp in en aan het industrieterrein Hoornerhage. De naam Palenstein is ontleend aan het Kasteel Huis te Palenstein, vroeger gelegen op de grond waar nu de wijk Dorp is gebouwd.
In 2006 is begonnen met een grootschalig project om Palenstein te hervormen. Dit project omvat onder andere het renoveren of slopen van een aantal flatgebouwen.

## Trivia
In het Suske en Wiske-verhaal De razende rentmeester speelt "Huis ten Palenstein" en de geschiedenis van het gebied een belangrijke rol. Hoofdrolspeler is een rentmeester die ooit het kasteel bewoonde. Het verhaal is geschreven in opdracht van de gemeente Zoetermeer.
Buytenwegh De Leyens ·
Dorp ·
Driemanspolder ·
Meerzicht ·
Noordhove ·
Oosterheem ·
Palenstein ·
Rokkeveen ·
Seghwaert ·
Stadscentrum